# وكالة تحديد الأسلحة ونزع السلاح

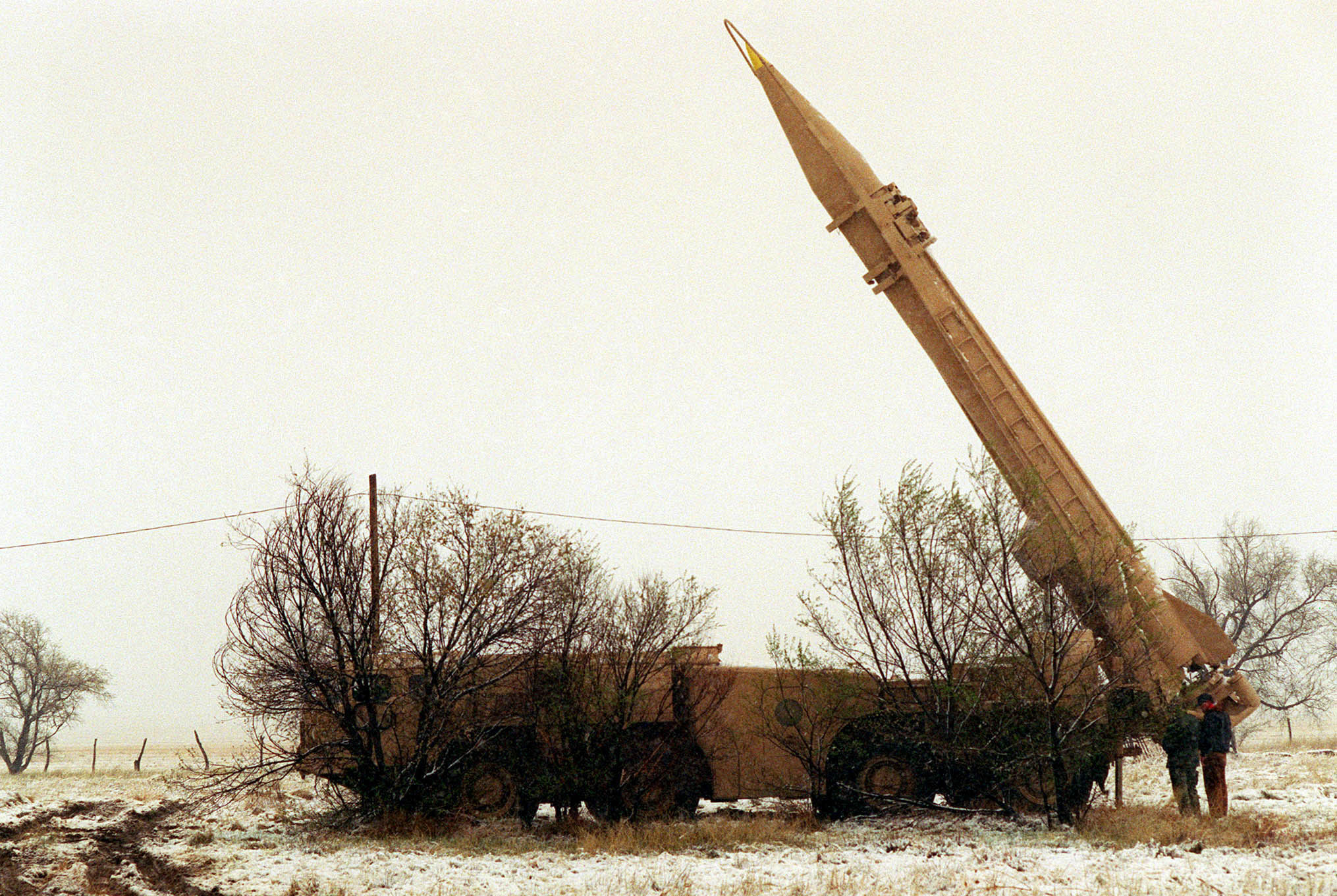
صاروخ سكود

تأسست وكالة تحديد الأسلحة ونزع السلاح (ACDA) الأمريكية باعتبارها وكالة مستقلة في حكومة الولايات المتحدة بموجب قانون تحديد الأسلحة ونزع السلاح (الباب 75 من مدونة قوانين الكونجرس الأمريكي صفحة 631 (75 Stat.631)) في 26 سبتمبر 1961، وهو مشروع قانون صاغه مستشار الرئيس جون ماكلوي. وقد سبقتها إدارة نزع السلاح الأمريكية، التي كانت جزءًا من وزارة الخارجية (1960–1961). وكانت مهمتها تعزيز الأمن القومي الأمريكي من خلال «صياغة سياسات وإستراتيجيات واتفاقيات تخص تحديد الأسلحة ومنع انتشارها ونزعها، فضلاً عن تأييدها والتفاوض بشأنها وتنفيذها والتحقق منها.»
وبهذه الطريقة، تأكدت وكالة تحديد الأسلحة ونزع السلاح من اندماج عملية تحديد الأسلحة بالكامل في وضع وتنفيذ سياسة الأمن القومي الأمريكية. وأجرت الوكالة بحوثًا حول صياغة سياسة تحديد الأسلحة ونزع السلاح وساندتها ونسقتها، كما استعدت وخططت لمشاركة الولايات المتحدة في المفاوضات الدولية المعنية بتحديد الأسلحة ونزع السلاح، بالإضافة إلى استعدادها وتنظيمها وتوجيهها لمشاركة الولايات المتحدة في النظم الدولية لتحديد الأسلحة ونزع السلاح.

## المهمة الأولى
في سبعينيات القرن العشرين، انصب اهتمام الوكالة على كسب المزيد من الفهم لقدرات الأسلحة الإستراتيجية لـالاتحاد السوفيتي وجمهورية الصين الشعبية. وتوسعت قدرة الاستطلاع الإلكترونية لـالولايات المتحدة من خلال بحوث الوكالة الفيدرالية والبحوث التعاقدية الخاصة، مستخدمية التردد اللاسلكي، بالإضافة إلى التقنيات البصرية. وكانت النظرية وراء هذه المهمة هي أن اكتساب فهم أوضح للقدرات الإستراتيجية للدول الأخرى يمثل خطوة أولية مهمة في سبيل منع نشوب الحرب النووية.

## إعادة التنظيم في 1997
في عام 1997، أعلنت إدارة كلينتون عن دمج وكالة تحديد الأسلحة ونزع السلاح بالكامل مع وزارة الخارجية، كجزء من عملية تجديد الوكالات المعنية بتنفيذ السياسة الخارجية للدولة.
تولى مدير وكالة تحديد الأسلحة ونزع السلاح منصب وكيل وزارة الخارجية لتحديد الأسلحة وشؤون الأمن الدولي ومستشار أول للرئيس ووزير الخارجية لتحديد الأسلحة ومنع انتشارها ونزعها. وكان يتواصل مع الرئيس من خلال وزير الخارجية. وبصفته مستشار أول للرئيس، حضر وكيل الوزارة، بموجب توجيهات الرئيس، بل وشارك في اجتماعات مجلس الأمن القومي واجتماعات فرعية تتعلق بتحديد الأسلحة ومنع انتشارها ونزعها ويحق له التواصل، من خلال وزير الخارجية مع الرئيس وأعضاء مجلس الأمن القومي حول مخاوف تتعلق بتحديد الأسلحة ومنع انتشارها ونزعها.

## إعادة التنظيم في 1999-2000
بدءًا من أبريل 1999، دمجت وكالة تحديد الأسلحة ونزع السلاح مع وزارة الخارجية. ودمجت مكاتب الوكالة الأربعة مع مكتب الشؤون السياسية والعسكرية ليصبحوا ثلاثة مكاتب جديدة، للشؤون السياسية والعسكرية (PM) وتحديد الأسلحة (AC) ومنع انتشار الأسلحة (NP). وفي عام 2000، أضيف مكتبًا رابعًا للتحقق والامتثال (VC) بموجب القانون. وتقدم المكاتب الأربعة تقاريرها إلى وزير الخارجية ونائب وزير الخارجية من خلال وكيل الوزارة لتحديد الأسلحة وشؤون الأمن الدولي.

## إعادة التنظيم في 2005-2006
في عام 2004، أجرى المفتش العام (IG) لوزارة الخارجية مراجعة لهذه المكاتب الثلاثة: منع انتشار الأسلحة (NP) وتحديد الأسلحة (AC) والتحقق والامتثال (VC). واقترح المفتش العام دمج مكتبي تحديد الأسلحة ومنع انتشار الأسلحة بهدف نقل الموارد من مناطق تحديد الأسلحة التي كانت غير نشطة نسبيًا للتعامل مع مشكلات ذات أولوية أعلى متعلقة بمنع انتشار الأسلحة. وأوصى المفتش العام أيضًا بتقليص حجم مكتب التحقق والامتثال ليصبح مكتبًا مركزيًا أكثر يقدم تقاريره إلى وزير الخارجية. وظلت هذه التوصيات معلقة حتى حلف روبرت جوزيف اليمين لمنصب وكيل الوزارة لتحديد الأسلحة وشؤون الأمن الدولي الجديد في يونيو 2005.
في أواخر عام 2005، قرر وكيل الوزارة جوزيف قبول توصيات المفتش العام بدمج مكتبي تحديد الأسلحة ومنع انتشار الأسلحة في مكتب الأمن الدولي ومنع انتشار الأسلحة (ISN) الجديد. ومع ذلك، بدلاً من تقليل عدد الموظفين في مكتب التحقق والامتثال، فقد قرر أن يوسع نطاقه ليصبح مكتب التحقق والامتثال والتنفيذ (VCI) الجديد. ولم يكن هذا الإجراء مناهضًا لتوصية المفتش العام فقط، ولكن دمج التنفيذ مع التحقق والامتثال يحجّم هدف مكتب التحقق والامتثال المتعلق بتقديم مراجعة مستقلة حول التنفيذ. علاوة على ذلك، بالرغم من أن مكتب الأمن الدولي ومنع انتشار الأسلحة كان أكبر إلى حدٍ ما من مكتب منع انتشار الأسلحة، فقد توسعت مهمته وتم تخفيض عدد الموظفين المتاحين لأداء معظم وظائف منع انتشار الأسلحة بالفعل. وقد ترك عدد من كبار الخبراء في منع انتشار الأسلحة المكتب نتيجة زيادة مشكلة نقص الموظفين. وأخبر أحد مديري المكاتب في الهيكل الجديد موظفيه أن أحد أهداف إعادة التنظيم كانت القضاء على آثار وكالة تحديد الأسلحة ونزع السلاح (ACDA) في وزارة الخارجية. وفي مقال نشر في صحيفة «واشنطن بوست» في مارس 2006، أكد مسؤول مجهول الاسم أن أحد أسباب إعادة التنظيم كانت التجاوب مع ما أسماه «عصيان الرتب» الذي قام به بعض الموظفين المحترفين «غير الأوفياء»، بما يتناقض مع البيان الرسمي الذي ينص على أن الهدف من إعادة التنظيم كان إعادة تكيف الوكالة مع الظروف والأولويات المتغيرة.

## مسؤوليات وكيل الوزارة
يتولى وكيل الوزارة توجيه السياسات بين الوكالات بشأن منع انتشار الأسلحة ويدير سياسة الأمن الأمريكي الدولية، وبشكل أساسي في مجالات منع انتشار الأسلحة وتحديد الأسلحة والأمن الأقليمي وعلاقات الدفاع ونقل الأسلحة والمساعدة الأمنية. ويقدم وكيل الوزارة توجه السياسة في المجالات التالية: منع انتشار الأسلحة، ويتضمن مجالات الصواريخ والأسلحة النووية، بالإضافة إلى انتشار الأسلحة الكيميائية والبيولوجية والتقليدية، وتحديد الأسلحة، بما في ذلك التفاوض والإقرار والتحقق والامتثال وتنفيذ الاتفاقيات الخاصة بقوات إستراتيجية وغير تقليدية وتقليدية، والأمن الإقليمي وعلاقات الدفاع، وتتضمن السياسة المتعلقة بالتزامات الولايات المتحدة الأمنية على مستوى العالم، فضلاً عن استخدام القوات العسكرية الأمريكية في القيام بأدوار حفظ السلام الدولية أو من جانب واحد؛ ونقل الأسلحة وبرامج المساعدة الأمنية وسياسات نقل الأسلحة. وبتفويض من الوزير، يؤدي وكيل الوزارة مجموعة من الوظائف بموجب قانون المساعدة الخارجية وقانون التحكم في تصدير الأسلحة وغيرها من التشريعات ذات الصلة. وتخضع مكاتب تحديد الأسلحة ومنع انتشار الأسلحة والشؤون السياسة والعسكرية لمراقبة السياسات من وكيل الوزارة لتحديد الأسلحة والأمن الدولي. وبموجب القانون، يقدم مساعد الوزير للتحقق والامتثال التقارير إلى وكيل الوزارة لتحديد الأسلحة والأمن الدولي.

## وكيل الوزارة الحالي
إلين توشر تولت منصب وكيل الوزارة لتحديد الأسلحة وشؤون الأمن الدولي منذ 27 يونيو 2009. ومن بين من سبقوها في المنصب:
- جون رود (2007-2009) قائم بأعمال وكيل الوزارة، لم يؤكد قط.
- روبرت جوزيف (2005–2007)
- جون آر بولتون (2001–2005)
- جون دي هولم (1997–2000)

## مديرو وكالة تحديد الأسلحة ونزع السلاح السابقون
تضم قائمة المديرين السابقين:
- جون دي هولم (1993-1999)
- رونالد إف ليمان (1989-1993)
- وليام إف بيرنز (1988–1989)
- كينيث أدلمان (1983–1987)
- يوجين في روستو (1981–1983)
- رالف إيرل (1980–1981)
- جورج إم سينيوس (1978–1980)
- بول ورنيك (1977–1978)
- فريد إيكل (1973–1977)
- جيرارد سي سميث (1969–1972)
- وليام سي فوستر (1961–1969)

## البرامج الحالية
- وقف التجارب النووية
- حظر الأسلحة الكيميائية
- خفض الأسلحة النووية الإستراتيجية
- إبقاء الأسلحة النووية بعيدة عن أيدي الدول المارقة
- منع استغلال الأمراض كسلاح في الحرب

## وصلات خارجية
- US State Department - Under-Sec for Arms Control and International Security
- كتاب مجاني: Worldwide Effects of Nuclear War: Some Perspectives على مشروع غوتنبرغ